# Jouni Haapala
Jouni Haapala, född 8 september 1975 i Sankt Matteus församling i Stockholm, är en svensk musiker (slagverkare).
Haapala är känd som trummis i bandet De lyckliga kompisarna, men har även medverkat på skivor av Electric Banana Band, Urga, Eldkvarn och Stockholm Jazzbeat Project. Han är också medlem i Perkele.
Haapala är son till musikerna Tuomo Haapala och Marie Selander. Han är sedan 2004 gift med Karin Kriström (född 1973).

## Diskografi i urval
- 1991 – De Lyckliga Kompisarna: Le som en fotomodell (Birdnest Records)
- 1993 – Definitivt 50 Spänn Igen (RABB)
- 1993 – De Lyckliga Kompisarna: Tomat (Birdnest Records) (CD, Album)
- 1998 – Mart: Helt Enkelt  (Birdnest Records) (CD, Album)
- 1998 – Urga: Etanol (CD, Album) (Silence) (CD, Album)
- 2000 – Urga: Urgasm (Silence) (CD, Album)
- 2002 – De Lyckliga Kompisarna: Hockeyfrillor 89–97 (Birdnest Records)
- 2004 – De Lyckliga Kompisarna: Vill Ni Höra Mer??? Live På Hunddagiset I Handen 23/11-1991 (CDr, Unofficial, Album)
- 2007 – Stockholm Jazzbeat Project: Stockholm Jazzbeat Project (Stockholm Jazzbeat Project) (Ausfahrt) (CD, Album)
- 2008 – Eldkvarn: Hunger Hotell (CD, Album) (Capitol Records)
- 2008 – Stockholm Jazzbeat Project: No Story Goes Untold (CD, Album) (Ausfahrt)
- 2009 – De Lyckliga Kompisarna: Hugos Sång EP (CD, EP) (Wild Kingdom)
- 2010 – Club 8: The People's Record (Labrador, Labrador)
- 2011 – Eldkvarn: De berömdas aveny (CD, Album)	(Capitol Records)